# Tarsalgus
Tarsalgus là một chi bọ cánh cứng trong họ 
Elateridae.
Chi này được miêu tả khoa học năm 1882 bởi Candèze.

## Các loài
Các loài trong chi này gồm:
- Tarsalgus granifer Schwarz
- Tarsalgus mechowi Candèze, 1882
- Tarsalgus pectinicornis Schwarz
- Tarsalgus schneideri Schwarz, 1906
- Tarsalgus thysi Candèze, 1889
- Tarsalgus tibialis (Harold, 1878)
- Tarsalgus zanzibaricus Fleutiaux